# Hluchavka objímavá
Hluchavka objímavá (Lamium amplexicaule) je nevysoká, jednoletá, nežahavá a v mírném a subtropickém pásmu hojně rozšířená plevelná bylina. Je jedním z asi sedmi druhů rodu hluchavka, které v české přírodě rostou.

## Výskyt
Druh je rozšířen v Evropě a přes jihozápadní a střední Asii, Kavkaz a sever Číny až po Koreu a Japonsko; roste také v Indii, Pákistánu a v severní Africe. Druhotně byla její semena s polními plodinami zanesena do Severní a Jižní Ameriky, stejně jako do Austrálie a na Nový Zéland. V České republice se vyskytuje na celém území, v nižších polohách bývá hojnější.

## Ekologie
Nejčastěji roste na sušších a slunných stanovištích, kde je půda kyprá, výhřevná, zásaditá a bohatá na živiny, hlavně na dusík. Roste na polích, v zahradách, vinicích, chmelnicích, úhorech, suchých trávnících, na kamenitých stráních, kompostech i rumištích, na plném slunci i v polostínu. Rostliny vykvétají po celou vegetační sezonu, od března až do září, tolerují i letní období sucha.

## Popis
Jednoletá až ozimá, řídce či hustě pýřitá rostlina s mírně vystoupavou lodyhou, která nebývá vyšší než 25 cm. Zelená až nafialovělá, slabě čtyřhranná a většinou již od báze hustě větvená lodyha vyrůstá z krátkého, rozvětveného kořene a je schopná ve spodní, polehlé části zakořenit. Její vstřícné listy v dolní části lodyhy mají dlouhé řapíky a v horní jsou objímavé. Čepele listů bývají okrouhlé, srdčité či ledvinovité, 1 až 2 cm dlouhé, po obvodě hrubě vroubkované, na vrcholu tupé, roztroušeně chlupaté a výrazně žilnaté. Listeny jsou přisedlé až objímavé, ledvinovité a na okraji mají vroubky.
Květy vyrůstají z paždí listenů v počtu šest až deset v oddálených lichopřeslenech. Přisedlé, souměrné, oboupohlavné květy mají asi 6 mm dlouhý pěticípý kalich s krátkými zuby. Pyskatá koruna dlouhá 1 až 2 cm je růžová nebo purpurová, přímou trubku má delší než kalich, její horní celokrajný, mírně vyklenutý pysk je dlouhý 4 mm, dolní obsrdčitý pysk je 2 mm velký a boční laloky obvykle nejsou vyvinuté. Čtyři dvoumocné tyčinky nesou žluté prašníky. Svrchní semeník má čtyři oddíly a čnělku s bliznou se dvěma dlouhými rameny.
Často se u tohoto druhu vyskytují drobné, neotvírající se kleistogamické květy, u kterých dochází k opylení vlastním pylem. Takto se mohou vyvinout semena i za špatného počasí, kdy prší, je chladno, větrno a opylující hmyz nelétá. Plod vyvíjející se ve vytrvalém kalichu se ve zralosti dělí na čtyři asi 1,5 mm velké, šedohnědé, bíle skvrnité tvrdky pyramidálního tvaru s drobným přívěškem. Ploidie druhu je 2n = 18.

## Možnost záměny
Hluchavka objímavá může být zaměněna s podobnou hluchavkou nachovou, od které se liší hlavně tím, že má objímavé listeny a nemá listence.

## Rozmnožování
Rozmnožují se generativně semeny (tvrdkami), která jsou rozšiřovány osivem, komposty, větrem, velkou vodou nebo je roznášejí mravenci požírající masíčko na tvrdkách. Rostliny kvetou po dlouhou dobu a průběžně uvolňují zralá semena, jedna jich vyprodukuje asi 200. Semena uložená v půdě si zachovávají klíčivost po mnoho let, jinak jsou dlouze a nepravidelně dormantní a klíčí v průběhu celé sezony, mohou tak vyrůst i tři generace za rok. Semenáče vyklíčené na podzim se chovají jako ozimé a obvykle zimní období přežívají.

## Význam
Protože roste i za chladu v časném jaru nebo na podzim, utlačuje mladé obilí i vytrvalé pícniny, které při nízkých teplotách nerostou. Zapleveluje ozimy, pícniny, zeleninové porosty a okopaniny, hojně roste v pařeništích a především na zahradách. Špatně snáší zapojené porosty, uplatňuje se hlavně v širokořádkových kulturách. Patří mezi méně nebezpečné plevele. Semena slouží jako zdroj obživy pro různá drobná zvířata, mladé rostliny rádi spásají mnozí domácí býložravci.

## Galerie

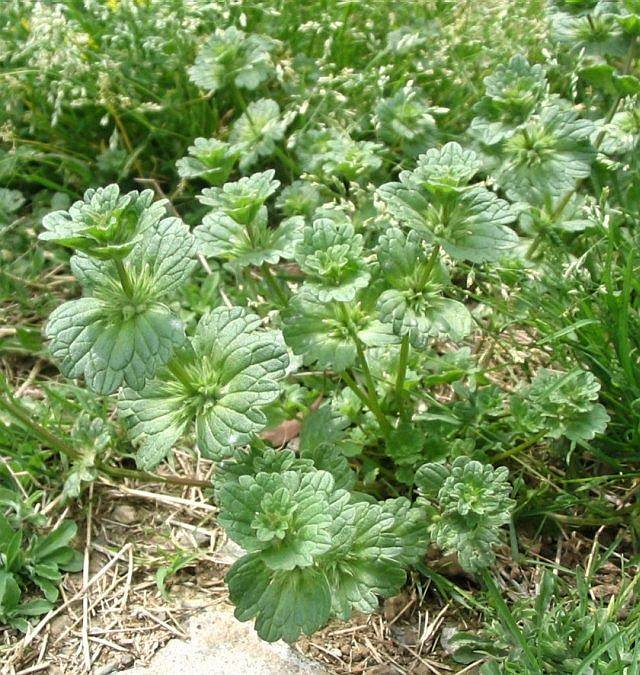
Hustý porost
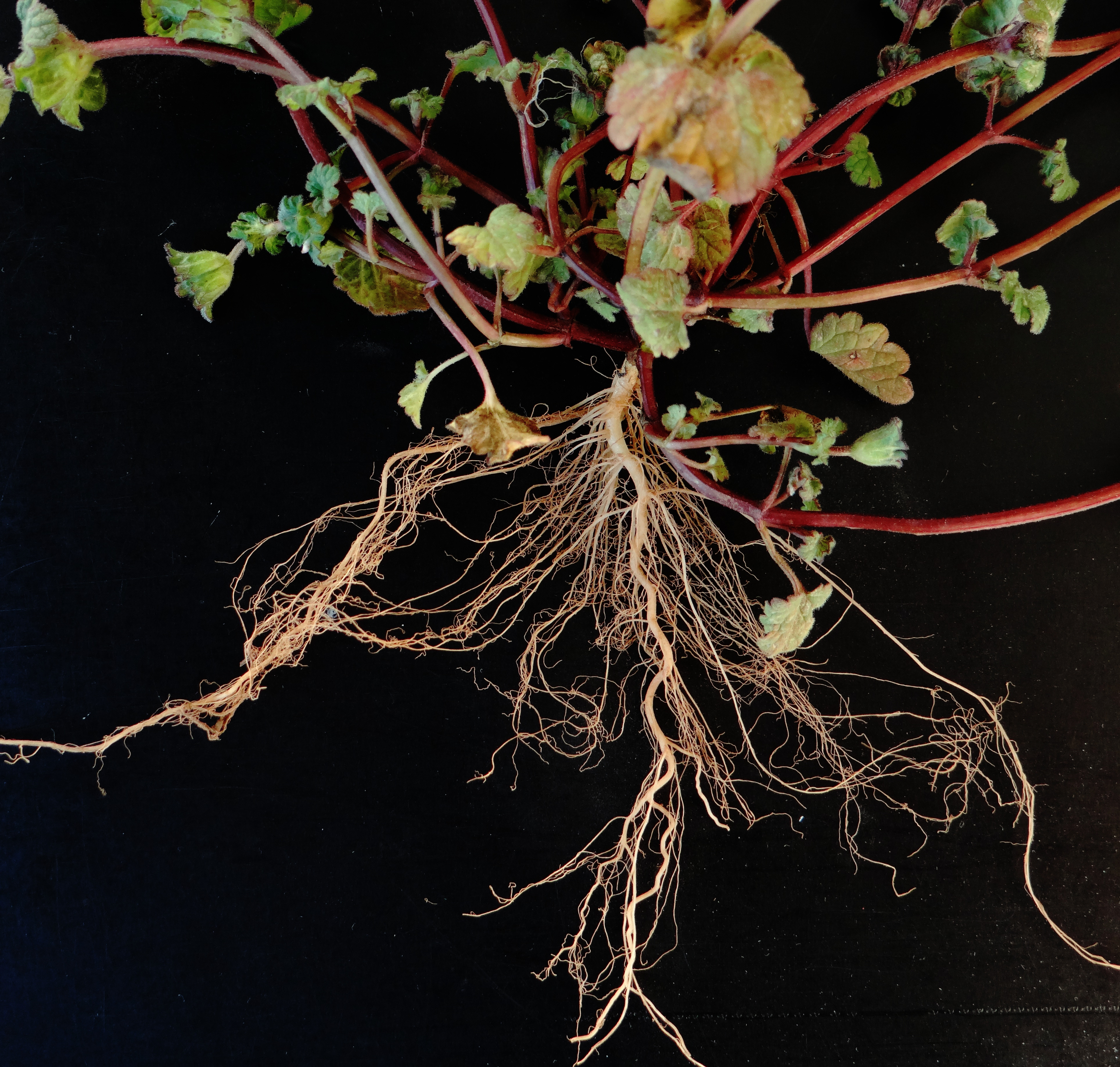
Báze lodyhy a kořen
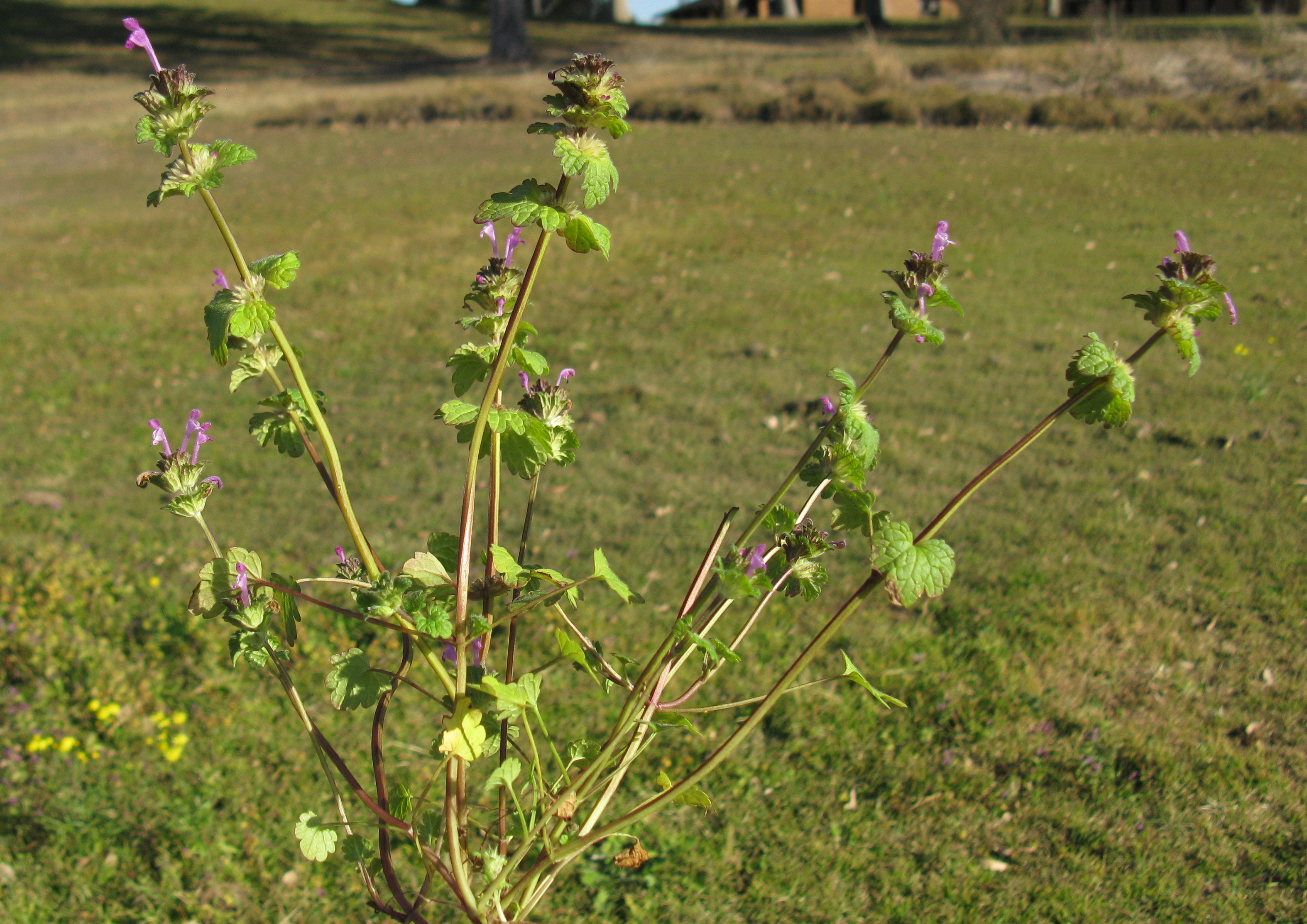
Rostlina
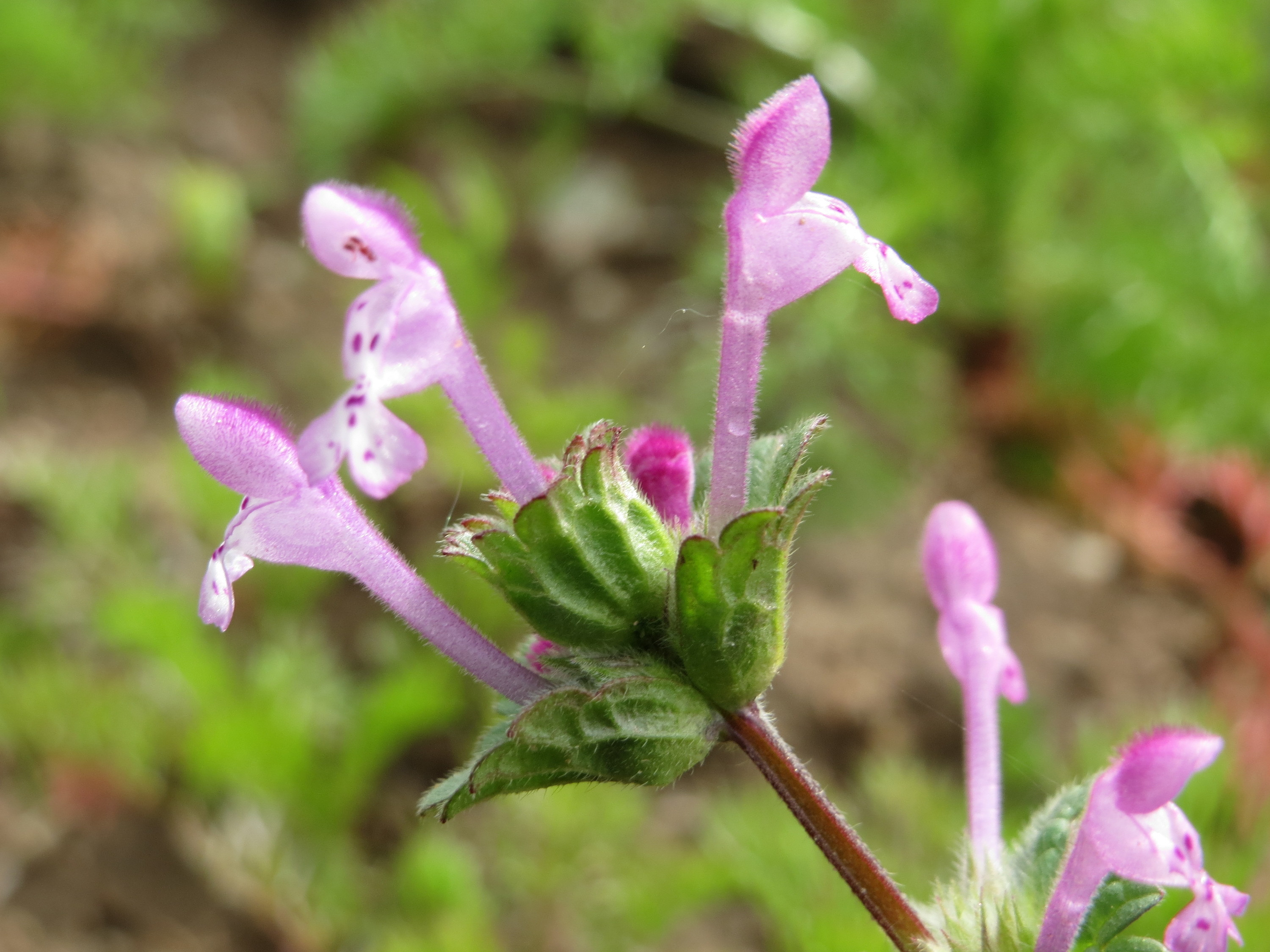
Květenství